# Teponaztli
A teponaztli (vagy teponaxtli) egy azték eredetű, fából készült idiofon hangszer, résdob.

## Leírása
A teponaztli egy vízszintesen elhelyezett fatörzsdarabból áll, aminek közepében óvatos égetéssel és (régebben obszidiánból készült) vésőkkel üreget alakítottak ki, tetejét pedig egyszer vagy kétszer H alakban bevágták. Az így keletkező nyelvek hosszuktól és vastagságuktól függően többféle hangot tudtak kelteni. A dobot két, gumival bevont végű, olmaitlnek nevezett ütővel szólaltatták meg. Általában egy fából készült állványon helyezték el. Felületét gyakran művészi faragásokkal díszítették.
A teponaztlikat szertartások alkalmával, csatákban és táncok, dalok kísérőjeként is alkalmazták, leggyakrabban az álló dobbal, az úgynevezett vevetllel együtt szólaltatták meg őket.

## Fennmaradt régi teponaztlik
Az idő múlásával a faanyag pusztulása miatt a régi teponzatlik többsége megsemmisült, azonban néhány máig fennmaradt. A leghíresebb régi példány az úgynevezett tlaxcalai teponaztli, aminek felületén egy előkelő ruhában, fegyverekkel együtt ábrázolt tlaxkalték harcos látható kifaragva. A tlaxcalai teponaztli egyike volt azoknak az ajándékoknak, amelyeket Moctezuma azték uralkodó adományozott Hernán Cortésnek. De nem csak „valódi” hangszerek maradtak fenn: találtak egy teponaztlit ábrázoló szobrot is Tlalmanalcóban, valamint 1900-ban a tenocstitlani templom romjai között rátaláltak néhány, Xochipilli isten számára felajánlott adományra, köztük több, agyagból készült teponaztlira is.